# Nacanieli Qerewaqa
Nacanieli Takayawa-Qerawaqa (4 de octubre de 1975) es un deportista fiyiano que compitió en judo. Ganó doce medallas en el Campeonato de Oceanía de Judo entre los años 1994 y 2008.

## Palmarés internacional
| Campeonato de Oceanía | Campeonato de Oceanía        | Campeonato de Oceanía | Campeonato de Oceanía |
| Año                   | Lugar                        | Medalla               | Categoría             |
| --------------------- | ---------------------------- | --------------------- | --------------------- |
| 1994                  | Sídney (Australia)           | Medalla de bronce     | –86 kg                |
| 1994                  | Sídney (Australia)           | Medalla de bronce     | Abierta               |
| 1996                  | Wellington (Nueva Zelanda)   | Medalla de oro        | Abierta               |
| 1996                  | Wellington (Nueva Zelanda)   | Medalla de bronce     | –95 kg                |
| 1998                  | Apia (Samoa)                 | Medalla de oro        | Abierta               |
| 2000                  | Sídney (Australia)           | Medalla de oro        | +100 kg               |
| 2002                  | Wellington (Nueva Zelanda)   | Medalla de oro        | +100 kg               |
| 2002                  | Wellington (Nueva Zelanda)   | Medalla de bronce     | Abierta               |
| 2003                  | Suva (Fiyi)                  | Medalla de oro        | +100 kg               |
| 2003                  | Suva (Fiyi)                  | Medalla de bronce     | Abierta               |
| 2004                  | Numea (Francia)              | Medalla de plata      | +100 kg               |
| 2008                  | Christchurch (Nueva Zelanda) | Medalla de bronce     | +100 kg               |